# محمدرضا مشکوةالدینی
محمدرضا مشکوة الدینی متولد سال ۱۳۳۶، از اعضای هیئت علمی دانشکده مهندسی برق دانشگاه شهید بهشتی و پردیس دانشگاه صنعت آب و برق شهید عباسپور است.
او یکی از مدیران صنعت برق ایران می باشد. دیپلم ریاضی از مشهد مقدس، با رتبه ۳۳ کنکور سراسری سال ۱۳۵۴ وارد پلی تکنیک تهران گردید و مدارک کارشناسی و کارشناسی ارشد خود را در رشته مهندسی برق گرایش قدرت از دانشگاه صنعتی امیرکبیر (پلی تکنیک تهران)، مدرک کارشناسی ارشد D.E.A را در رشته مواد الکتریکی از تولوز فرانسه و دکترای تخصصی مهندسی برق قدرت را از دانشگاه پل ساباتیه فرانسه دریافت کرد. وی به تدریس دروسی چون مدارهای الکتریکی، اصول مهندسی ترانسفورماتور، الکترومغناطیس، خواص مواد در مهندسی برق، حالات گذرا در مدارها و شبکه های الکتریکی و مانند آن پرداخت.
او در سال ۱۳۸۵ به عنوان پژوهشگر برتر صنعت آب و برق در سطح ملی برگزیده شد و در مراسم هفته پژوهش از او تقدیر به عمل آمد.

## سوابق علمی و اجرایی
وی عضو هیئت علمی دانشکده مهندسی برق دانشگاه شهید بهشتی تهران و رئیس سابق دانشگاه صنعت آب و برق تهران بوده‌است.
https://ace.sbu.ac.ir/former_bosses
-  رايزن و نماینده علمی جمهوری اسلامی ايران در فرانسه و اروپای غربی از ۱۳۸۹ تا ۱۳۹۳
https://www.irna.ir/news/4162019/
https://www.irna.ir/news/4063188/
-   عضو هیأت جذب اعضای هیأت علمی دانشگاه شهید بهشتی از ۱۳۹۳ تا ۱۳۹۹
-   مدیر روابط پژوهشی بین المللی دانشگاه شهید بهشتی در سال ۱۳۹۳-۱۳۹۴
-   عضو شورای پژوهشی و داور مقالات پژوهشکده مطالعات میان رشته ای قرآن کریم دانشگاه شهید بهشتی
https://quran.sbu.ac.ir/shora
-  دارای طرح های پژوهشی و انتقال فناوری از خارج به داخل کشور (از جمله انتقال تکنولوژی ساخت مقاومت‌های سرامیکی غیرخطی اکسیدفلزی MOV که در محافظت سیستم‌ها در برابر اضافه‌ولتاژهای بزرگ با زمان بسیار کوتاه مانند صاعقه کاربرد دارند) بوده است. چند طرح پژوهشی داخلی نیز داشته است.
-  وی عضو انجمن مهندسین برق و الکترونیک ایران، عضو انجمن فیزیک انگلستان(IOP)، عضو ارشد انجمن بین المللی مهندسین برق و الکترونیک(IEEE Senior member) از سال 2006
https://ieeexplore.ieee.org/abstract/document/7442863/authors#authors
و عضو مؤسس انجمن بهره‌وری صنعت برق ایران https://iranipa.com/page/59/ می‌باشد. 
-   رئیس مجتمع آموزشی و پژوهشی شهيد عباسپور از سال ۱۳۶۳ تا ۱۳۶۵
https://ace.sbu.ac.ir/former_bosses
-   معاون آموزشی در سه نوبت جمعاً به مدت حدود ۱۰ سال (سال هاي ۱۳۶۱ تا ۱۳۶۳- ۱۳۶۵ تا ۱۳۶۸ و ۱۳۷۶ تا ۱۳۸۰)
-   مدير دفتر نظارت و ارزيابی از ۱۳۷۸ تا ۱۳۸۴
-   مسئول دفتر جذب اعضای هيأت علمي از ۱۳۸۵ تا ۱۳۸۹
-   فعالیت پژوهشی در سال 2004-2005 در دانشگاه تورنتو کانادا به عنوان دانشمند مدعو.

## اختراعات
وی در سال ۱۳۸۵ موفق به اختراع برقگیرهای بوشینگی شد.
در این اختراع برای حفاظت ترانسفورماتورها در مقابل اضافه ولتاژهای ناشی از صاعقه و کلید زنی، برقگیر و بوشینگ ترانسفورماتور با یکدیگر ادغام شده و مجموعه آن دو به عنوان برقگیر بوشینگی نامیده می‌شود. برقگیر بوشینگی در اجلاس جهانی شبکه‌های بزرگ برق (CIGRé) در پاریس فرانسه و همچنین کنفرانس COMSOL Multiphysics در بوستون ایالات متحده آمریکا ارائه گردید.https://www.researchgate.net/publication/228531483_Novel_Transformer_Bushings_with_ZnO_Arresters_Installed_Inside
او علاوه بر اختراع برقگیر بوشینگی، ۳ اختراع ثبت شده دیگر (۱- هشدار دهنده قطع اتصال زمین نقطه خنثای ترانسفورماتور، ۲- کلید قدرت با عایق جامد و ۳- دستگاه اندازه گیری چگالی شار و مشخصات مغناطیسی ورق هسته) نیز بطور مشترک دارد.

## تألیفات
محمدرضا مشکوة الدینی مقالات متعدد با صدها ارجاع بین المللی منتشر کرده که برخی از آنها در لینک های زیر قابل مشاهده است:
https://scholar.google.com/scholar?hl=en&as_sdt=0%2C5&q=meshkatoddini&oq=
https://www.researchgate.net/profile/Mr-Meshkatoddini
وی در سال ۱۳۸۶ کتابی تحت عنوان ترانسفورماتورهای قدرت (تئوری و ساختمان) https://www.adinehbook.com/product/9648348057/ را تألیف کرد  که در آن به اصول ساخت و کارکرد ترانسفورماتورهای قدرت پرداخته شده‌است.
همچنین کتابی تحت عنوان ویژگی های مواد در مهندسی برق و الکترونیک
https://torob.com/p/b7c51cc6-5074-4991-b7e4-4b7e9d675495/ در سال ۱۳۸۹ تألیف نموده است.
او فصل کتاب زیر را نیز در موضوع وریستورها و برقگیرهای اکسید فلزی به چاپ رسانده است:
https://books.google.com/books?hl=en&lr=&id=e-GdDwAAQBAJ&oi=fnd&pg=PA329&dq=meshkatoddini&ots=jX6qrprvJi&sig=vNcdvqwgLlkKx-wL1LlEeZ6PWOA#v=onepage&q=meshkatoddini&f=false